# بازگشت به خانه روی تپه جن‌زده
بازگشت به خانه روی تپه جن‌زده (انگلیسی: Return to House on Haunted Hill) فیلمی در ژانر ترسناک به کارگردانی ویکتور گارسیا است که در سال ۲۰۰۷ منتشر شد. از بازیگران آن می‌توان به آماندا ریگتی، سرینا وینسنت، اریک پالادینو، اندرو لیپاتز و جفری کمبس اشاره کرد.